# Fristads landskommun
Fristads landskommun var en tidigare kommun i dåvarande Älvsborgs län.

## Administrativ historik
I samband med att 1862 års kommunalförordningar trädde i kraft, inrättades denna landskommun i Fristads socken i Vedens härad i Västergötland.
När 1952 års kommunreform genomfördes, bildades denna storkommun genom sammanläggning med de tidigare kommunerna Borgstena, Gingri, Tämta, Tärby och Vänga.
År 1971 infördes enhetlig kommuntyp och Fristads landskommun ombildades därmed, utan någon territoriell förändring, till Fristads kommun. Kommunen upplöstes dock med utgången av år 1973 och området överfördes till Borås kommun.
Kommunkoden 1952-1973 var 1533.

### Kyrklig tillhörighet
I kyrkligt hänseende tillhörde kommunen Fristads församling. Den 1 januari 1952 tillkom församlingarna Borgstena, Gingri, Tämta, Tärby och Vänga. Sedan 2010 omfattar Fristads församling samma område som landskommunen hade sedan 1952.

## Kommunvapen
Blasonering: Sköld indelad i trekanter av grönt och av silver, ordnade på fyra rader.

## Geografi
Fristads landskommun omfattade den 1 januari 1952 en areal av 198,80 km², varav 178,44 km² land.

### Tätorter i kommunen 1960
| Tätort    | Folkmängd |
| --------- | --------- |
| Fristad   | 1 414     |
| Sparsör   | 536       |
| Frufällan | 441       |
| Borgstena | 337       |

Tätortsgraden i kommunen var den 1 november 1960 53,2 procent.

## Politik

### Mandatfördelning i valen 1938–1970
| 1 | 6 | 4 | 3 | 6 |

| 19 |

| 1 | 7 | 3 | 3 | 6 |

| 19 |

| 1 | 7 | 3 | 3 | 6 |

| 18 |

| 10 | 2 | 9 | 8 | 11 |

| 38 |

|  | 11 | 7 | 8 | 13 |

| 39 |

|  | 10 | 8 | 6 | 15 |

| 36 |

|  | 12 | 9 | 7 | 11 |

| 36 |

| 2 | 10 | 10 | 7 | 11 |

| 34 | 6 |

|  | 11 | 13 | 6 | 9 |

| 33 | 7 |